# Malek Jaziri
Malek Jaziri (in arabo مالك الجزيري‎?; Biserta, 20 gennaio 1984) è un ex tennista tunisino.

## Biografia
Ha fatto il suo esordio in Coppa Davis nel 2000: con la squadra tunisina ha giocato un totale di cinquantadue match riportando ventinove vittorie. Tra i tornei minori è riuscito a vincere nove Futures e un Challenger, nei tornei dello Slam ha ottenuto i risultati migliori nel 2012, arrivando al secondo turno del Roland Garros dove si è arreso al quinto set a Marcel Granollers, e si è ripetuto a Wimbledon dove stavolta è stato Philipp Kohlschreiber ad eliminarlo.
Ha rappresentato il suo Paese alle Olimpiadi del 2012, dove è uscito al secondo turno, e a quelle del 2016, dove è stato sconfitto al primo.
Ha disputato la prima finale della sua carriera in un torneo del circuito maggiore il 6 maggio 2018, nell'ATP di Istanbul quando è stato sconfitto in 2 set (7-6, 6-4) dal giapponese Tarō Daniel. Sempre nel 2018 è arrivato alle semifinali agli US Open con Radu Albot.
A gennaio 2019 raggiunge il suo best ranking in singolare al numero 42.
Nel febbraio 2023 ha ricevuto una wildcard per il torneo di Dubai, per giocare l'ultimo match della sua carriera al primo turno, perso contro Alejandro Davidovich Fokina.
È poi tornato in campo nei Challenger di Tunisi e Granby e a fine anno è stato celebrato dall'ATP tra i giocatori ritirati nel 2023.

## Statistiche

### Singolare

#### Finali perse (1)
| Legenda                   |
| Grande Slam (0)           |
| ATP World Tour Finals (0) |
| ATP Masters 1000 (0)      |
| ATP World Tour 500 (0)    |
| ATP World Tour 250 (1)    |

| Numero | Data          | Torneo                                  | Superficie  | Avversario in finale | Punteggio   |
| 1.     | 6 maggio 2018 | TEB BNP Paribas Istanbul Open, Istanbul | Terra rossa | Tarō Daniel          | 6(4)–7, 4-6 |

## Risultati in progressione
| Sigla | Risultato               |
| ----- | ----------------------- |
| V     | Vincitore               |
| F     | Finalista               |
| SF    | Semifinalista           |
| O     | Oro olimpico            |
| A     | Argento olimpico        |
| SF    | Bronzo olimpico         |
| QF    | Quarti di Finale        |
| 4T    | Quarto turno            |
| 3T    | Terzo turno             |
| 2T    | Secondo turno           |
| 1T    | Primo turno             |
| RR    | Round Robin             |
| LQ    | Turno di qualificazione |
| A     | Assente                 |
| ND    | Non disputato           |

| Legenda superfici    |
| -------------------- |
| Cemento              |
| Terra battuta        |
| Erba                 |
| Superficie variabile |

### Singolare
| Torneo                     | 2010          | 2011          | 2012 | 2013          | 2014          | 2015          | 2016 | 2017          | 2018          | 2019          | V–S   |
| -------------------------- | ------------- | ------------- | ---- | ------------- | ------------- | ------------- | ---- | ------------- | ------------- | ------------- | ----- |
| Tornei Grande Slam         |               |               |      |               |               |               |      |               |               |               |       |
| Australian Open, Melbourne | Q1            | A             | Q1   | A             | Q1            | 3T            | 1T   | 3T            | 2T            | 1T            | 5-5   |
| Roland Garros, Parigi      | A             | A             | 2T   | Q2            | Q2            | 1T            | 2T   | 1T            | 2T            | 1T            | 3-6   |
| Wimbledon, Londra          | A             | A             | 2T   | Q3            | 1T            | 1T            | 1T   | 1T            | 1T            | 1T            | 1-7   |
| US Open, New York          | A             | 2T            | 1T   | Q3            | Q2            | 1T            | 1T   | 2T            | 1T            | Q1            | 2-6   |
| Vittorie-Sconfitte         | 0-0           | 1-1           | 2-3  | 0-0           | 0-1           | 2-4           | 1-4  | 3-4           | 2-4           | 0-3           | 11-24 |
| Giochi Olimpici            |               |               |      |               |               |               |      |               |               |               |       |
| Giochi Olimpici            | Non Disputati | Non Disputati | 2T   | Non Disputati | Non Disputati | Non Disputati | 1T   | Non Disputati | Non Disputati | Non Disputati | 1-2   |
| Vittorie-Sconfitte         | Non Disputati | Non Disputati | 1-1  | Non Disputati | Non Disputati | Non Disputati | 0-1  | Non Disputati | Non Disputati | Non Disputati | 1-2   |

### Doppio
| Torneo                     | 2010          | 2011          | 2012 | 2013          | 2014          | 2015          | 2016 | 2017          | 2018          | 2019          | V–S   |
| -------------------------- | ------------- | ------------- | ---- | ------------- | ------------- | ------------- | ---- | ------------- | ------------- | ------------- | ----- |
| Tornei Grande Slam         |               |               |      |               |               |               |      |               |               |               |       |
| Australian Open, Melbourne | A             | A             | A    | A             | A             | 1T            | A    | 1T            | A             | 3T            | 2-3   |
| Roland Garros, Parigi      | A             | A             | A    | A             | A             | A             | 1T   | 2T            | A             | 1T            | 1-3   |
| Wimbledon, Londra          | A             | A             | 1T   | A             | A             | 2T            | 2T   | 1T            | 1T            | 1T            | 2-5   |
| US Open, New York          | A             | A             | A    | A             | A             | A             | 1T   | 2T            | SF            | 2T            | 6-4   |
| Vittorie-Sconfitte         | 0-0           | 0-0           | 0-1  | 0-0           | 0-0           | 1-1           | 1-3  | 2-4           | 4-2           | 3-4           | 11-15 |
| Giochi Olimpici            |               |               |      |               |               |               |      |               |               |               |       |
| Giochi Olimpici            | Non Disputati | Non Disputati | A    | Non Disputati | Non Disputati | Non Disputati | A    | Non Disputati | Non Disputati | Non Disputati | 0-0   |
| Vittorie-Sconfitte         | Non Disputati | Non Disputati | 0-0  | Non Disputati | Non Disputati | Non Disputati | 0-0  | Non Disputati | Non Disputati | Non Disputati | 0-0   |

### Doppio misto
Nessuna Partecipazione